# (69275) Wiesenthal
(69275) Wiesenthal est un astéroïde de la ceinture principale.

## Description
(69275) Wiesenthal est un astéroïde de la ceinture principale. Il fut découvert par Freimut Börngen le 28 novembre 1989 à Tautenburg. Il présente une orbite caractérisée par un demi-grand axe de 2,800 UA, une excentricité de 0,235 et une inclinaison de 8,732° par rapport à l'écliptique.
Il fut nommé en hommage au survivant des camps de la mort, Simon Wiesenthal, qui poursuit les auteurs de l'Holocauste depuis la fin de la deuxième guerre mondiale.

## Compléments